# Pozamanterija
Pozamanterija je naziv za trgovačku radnju u kojoj se prodaju sve potrepštine za pletenje, heklanje i šivanje, odnosno sitna galanterijska roba. Istom se riječju naziva i proizvodnja te robe (vezice za cipele, razne vrpce i sl.). Naziv dolazi od francuske riječi "posmanterie".

## Vanjske poveznice
- Pozamenterija Hrvatska tehnička enciklopedija, portal hrvatske tehničke baštine. LZMK